# Lijst van rijksmonumenten in de Herenstraat (Amsterdam)
Een overzicht van de 20 rijksmonumenten in de Herenstraat in Amsterdam.
| Object                                                                                                | Oorspronkelijke functie? | Bouwjaar               | Architect | Locatie                | Coördinaten?                  | Nr.? | Afbeelding                                                      |
| --- | ------------------------ | ---------------------- | --------- | ---------------------- | ----------------------------- | ---- | --------------------------------------------------------------- |
| Pand met ingezwenkte halsgevel met volutenafdekking                                                   | Gebouw                   | eerste helft 18e eeuw  |           | Herenstraat 8          | 52° 22' 38" NB, 4° 53' 21" OL | 1984 | Pand met ingezwenkte halsgevel met volutenafdekking             |
| Pand met gevel onder in het midden verhoogde lijst met consoles                                       | Gebouw                   | tweede kwart 18e eeuw  |           | Herenstraat 20I        | 52° 22' 38" NB, 4° 53' 20" OL | 1985 | Pand met gevel onder in het midden verhoogde lijst met consoles |
| Pand met ingezwenkte halsgevel                                                                        | Gebouw                   | derde kwart 18e eeuw   |           | Herenstraat 22         | 52° 22' 38" NB, 4° 53' 20" OL | 1986 | Meer afbeeldingen                                               |
| Pand met ingezwenkte halsgevel                                                                        | Gebouw                   | derde kwart 18e eeuw   |           | Herenstraat 24         | 52° 22' 38" NB, 4° 53' 20" OL | 1987 | Meer afbeeldingen                                               |
| Pand met gevel onder rechte lijst met consoles                                                        | Gebouw                   | laatste kwart 18e eeuw |           | Herenstraat 26         | 52° 22' 38" NB, 4° 53' 19" OL | 1988 | Pand met gevel onder rechte lijst met consoles                  |
| Huis met gekuifde klokgevel                                                                           | Gebouw                   | 17e/18e eeuw           |           | Herenstraat 38         | 52° 22' 39" NB, 4° 53' 18" OL | 1989 | Meer afbeeldingen                                               |
| Hoekhuis met klokgevel onder siertrossen                                                              | Gebouw                   | 1686                   |           | Herenstraat 40         | 52° 22' 39" NB, 4° 53' 18" OL | 1990 | Meer afbeeldingen                                               |
| Pand met gepleisterde gevel onder rechte lijst met consoles, op houten winkelpui voor ouder pand      | Gebouw                   | tweede helft 19e eeuw  |           | Herenstraat 3          | 52° 22' 37" NB, 4° 53' 21" OL | 1969 | Meer afbeeldingen                                               |
| Pand met hoge 18e-eeuwse gevel in de 19e eeuw gepleisterd en van een rechte lijst voorzien            | Gebouw                   | 18e/19e eeuw           |           | Herenstraat 11         | 52° 22' 37" NB, 4° 53' 21" OL | 1970 | Meer afbeeldingen                                               |
| Pand met ingezwenkte halsgevel met houten pui                                                         | Gebouw                   | tweede kwart 18e eeuw  |           | Herenstraat 13         | 52° 22' 37" NB, 4° 53' 20" OL | 1971 | Meer afbeeldingen                                               |
| Pand met gevel onder rechte klossenlijst                                                              | Gebouw                   | 18e/19e eeuw           |           | Herenstraat 17         | 52° 22' 38" NB, 4° 53' 20" OL | 1972 | Meer afbeeldingen                                               |
| Pand met gevel onder rechte lijst voor ouder huis                                                     | Gebouw                   | eerste helft 19e eeuw  |           | Herenstraat 21         | 52° 22' 38" NB, 4° 53' 19" OL | 1973 | Meer afbeeldingen                                               |
| Pand met halsgevel met gedeelde vleugelstukken en ornament in de afdekking                            | Gebouw                   | eerste helft 18e eeuw  |           | Herenstraat 23         | 52° 22' 38" NB, 4° 53' 19" OL | 1974 | Meer afbeeldingen                                               |
| Pand met gevel onder veel latere ingezwenkte hals                                                     | Gebouw                   | 17e eeuw               |           | Herenstraat 27         | 52° 22' 38" NB, 4° 53' 19" OL | 1975 | Meer afbeeldingen                                               |
| Pand met halsgevel met gedeelte vleugelstukken                                                        | Gebouw                   | eerste kwart 18e eeuw  |           | Herenstraat 31         | 52° 22' 38" NB, 4° 53' 18" OL | 1977 | Meer afbeeldingen                                               |
| Huis met gepleisterde en van een vaag klokvormige top voorziene gevel                                 | Gebouw                   | 17e/19e eeuw           |           | Herenstraat 33HS/I/II/ | 52° 22' 38" NB, 4° 53' 18" OL | 1978 | Meer afbeeldingen                                               |
| Huis met gepleisterde gevel onder klossenlijst                                                        | Gebouw                   | 17e/19e eeuw           |           | Herenstraat 35         | 52° 22' 38" NB, 4° 53' 18" OL | 1979 | Meer afbeeldingen                                               |
| Pand met gevel onder rechte lijst                                                                     | Gebouw                   | eerste helft 19e eeuw  |           | Herenstraat 37         | 52° 22' 38" NB, 4° 53' 18" OL | 1980 | Meer afbeeldingen                                               |
| Pand met gevel onder rechte lijst                                                                     | Gebouw                   | eerste helft 19e eeuw  |           | Herenstraat 39         | 52° 22' 38" NB, 4° 53' 18" OL | 1982 | Meer afbeeldingen                                               |
| Hoekhuis aan de keizersgracht met voorgevel onder rechte lijst en op balkkoppen overgebouwde zijgevel | Gebouw                   | 17e/19e eeuw           |           | Herenstraat 41         | 52° 22' 38" NB, 4° 53' 18" OL | 1983 | Meer afbeeldingen                                               |